# Лукцей Албин
Лукцей Албин (на латински: Lucceius Albinus; † 69) e римски конник и прокуратор на Юдея от 62 до 64 г.

## Биография
Произлиза от фамилията Албинии от Египет.
През 62 г. той става след Порций Фест прокуратор на Юдея, където за пари изпразва затворите. Негов наследник през 64 г. е Гесий Флор. През 66 г. Албин е управител на Цезарийска Мавретания, по времето на император Галба и на Тингитанска Мавретания.
След смъртта на император Отон през 69 г. Албин се направил на крал с титлата Юба. Убит е от войската на Марк Клувий Руф, квесторът на Бетика.